# Ruisseau d'Autelbas
Le ruisseau d’Autelbas (ou Schlaus avant Autelbas-Barnich, ou Kolerbaach au Grand-Duché de Luxembourg) est un ruisseau belgo-luxembourgeois, affluent gauche de l‘Eisch qui est sous-affluent du Rhin par l’Alzette, la Sûre et la Moselle. 

## Géographie
Le ruisseau d'Autelbas prend sa source à une altitude de 351 mètres à Autelhaut, ou peut-être même à Weyler (faubourg sud d’Arlon). La vallée, commençant à Weyler-Stehnen, fut séparée en deux par la construction de la ligne de chemin de fer 162 en nette surélévation entre Autelhaut et Weyler. Le ruisseau est appelé la Schlaus jusqu'à Autelbas-Barnich (comme indiqué sur le panneau nominatif à l'endroit où il traverse la rue Saint-Nicolas entre les numéros 6 et 8) ; ce nom vient de l'existence dans le passé d'une écluse sur son cours à l'entrée du village d'Autelhaut où se trouvait un marais. Il existe d'ailleurs une rue de la Schlaus à l'entrée d'Autelhaut (venant de Weyler) qui suit le cours du ruisseau. Peu avant le centre du village, le cours est scindé : le cours principal traverse la rue Saint-Nicolas et sort du village en passant par le vieux moulin ; le canal de décharge, lui, alimente les douves de la chapelle Saint-Nicolas et une belle fontaine publique, prend les eaux du ruisseau venant de Stehnen et rejoint le cours principal juste après le moulin. Le ruisseau continue alors vers Autelbas-Barnich où il passe au sud et à proximité du château en ruines, puis traverse Sterpenich, dernier village belge avant la frontière.

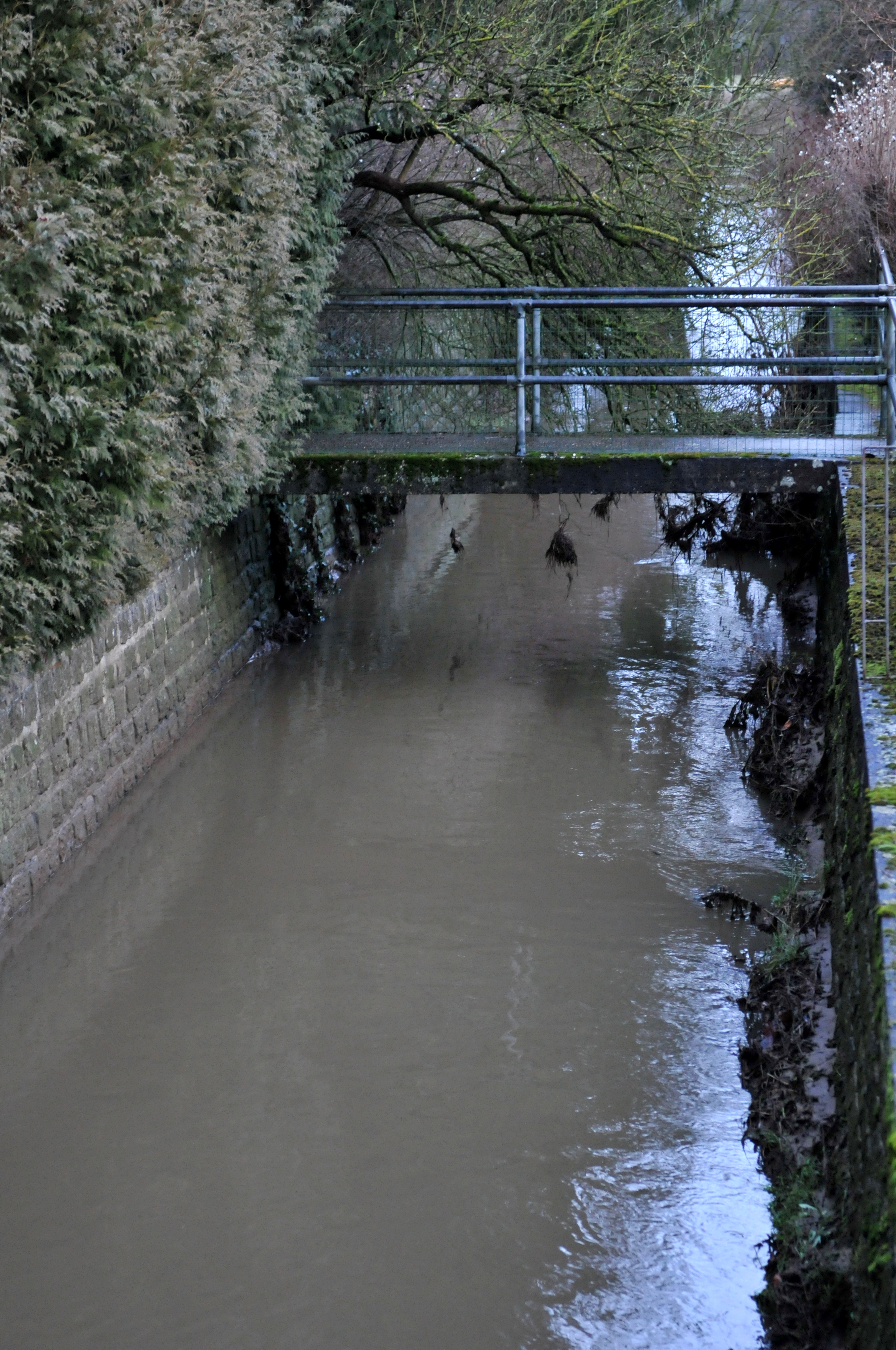
Le ruisseau (Kolerbaach) traversant Kleinbettingen

Après un parcours de quelque 7,0 km en Belgique, le ruisseau passe la frontière belgo-luxembourgeoise et entre au Grand-Duché de Luxembourg (où il est connu sous le nom de Kolerbaach) par le village de Kleinbettingen. Il y contourne ensuite le village de Hagen par le sud et se jette dans l'Eisch (rive gauche) à l’est du même village de Hagen. Par l’Eisch le ruisseau d’Autelbas est sous-affluent du Rhin par l’Alzette, la Sûre et la Moselle.
Le ruisseau est accompagné sur toute sa longueur par la route nationale 4 (Belgique) et la route nationale 6 (Luxembourg), au nord, et par la ligne de chemin de fer 162 (au sud) reliant Bruxelles à Luxembourg. Il arrose les communes belge d'Arlon et luxembourgeoise de Steinfort. Son cours, grosso modo orienté vers l'Est, a été énormément modifié au cours de l'histoire pour satisfaire les besoins des trois moulins (d'Autelhaut, Autelbas et Kleinbettingen) se trouvant dans la vallée ; le remembrement agricole de 1974 (par la commune d'Autelbas) a finalement remis le ruisseau en fond de vallée et définitivement mis fin aux activités des moulins s'il en restait.

## Affluents principaux
- Ruisseau venant de Stehnen, à Autelhaut (gauche)
- Ruisseau venant du lieu-dit Camperich, à l'entrée d'Autelbas-Barnich (droite)
- Ruisseau venant du moulin d'Autelbas (gauche)
- Ruisseau venant du Wolberg, à la sortie d'Autelbas-Barnich (gauche)
- Ruisseau Leiper, juste après le terrain de football (droite)
- Ruisseau venant de la Huuscht, entre Barnich et Sterpenich (gauche)